# Bunda Mjini
Bunda Mjini è una circoscrizione mista (mixed ward) della Tanzania situata nel distretto di Bunda, regione del Mara. Conta una popolazione di 17 280 abitanti (censimento 2012).